# Теория глобализации
Субдисциплина оформившаяся в 80-х гг. XX века в рамках Теории международных отношений.
В самом общем понимании, глобализация – это постоянный процесс структурирования пространства существования и взаимодействия всех локальных сообществ, структурирования «мира-как-целого», как «глобального места взаимодействия».
Теория глобализации выдвигает на первый план задачу изучения структуры мира-как-целого, которая обуславливает процессы социального развития в каждом локальном сообществе.
В рамках доминирующей традиции утверждается, что глобализацию необходимо рассматривать, как процесс становления глобальности. Глобальность – это ситуация существования единых, универсальных для всей системы международных отношений, для всех локальных сообществ формальных и неформальных институтов взаимодействия. С этой точки зрения глобализацию определяют, как процесс и результат распространения этих институтов.
Критика глобализации в этой традиции опирается на идею о том, что этот процесс по определению не должен быть односторонним. Что цель этого процесса – создание режима конструктивного и эффективного сотрудничества, эквивалентного обмена между всеми локальными сообществами.
Практическая значимость теории глобализации заключается в изучении возможностей для формирования интегрированной системы значений, идентичности и практик в рамках мирового социального пространства, в создании стратегий эффективного включения локальных сообществ в систему международного взаимодействия, в поиске и организации действенных механизмов участия внешних факторов в решении локальных проблем и усиления роли локальных факторов в обеспечении функционирования международных режимов в сфере безопасности, экономики, защиты окружающей среды, культуры.
Задачей исследователей в контексте положений теории глобализации является определение существующих типов локальных сообществ, описание их границ и представление параметров их социальных связей с другими сообществами.
Исследователи локальных сообществ анализируют процессы их структурирования в рамках глобального социального пространства, реконструируют модель их взаимодействия с окружающим миром. При этом акцент делается на анализе модели участия локального сообщества в формировании глобальных структур взаимодействия и модели участия внешних факторов в развитии локальных институтов и практик.
В перспективе предмета политической науки в рамках теории глобализации изучаются основные модели двустороннего и многостороннего взаимодействия, функционирование двусторонних, многосторонних, глобальных политических режимов и факторы, которые влияют на их деятельность.